# Silaus alpestris
Silaus alpestris är en flockblommig växtart som beskrevs av Wilibald Swibert Joseph Gottlieb von Besser och Schult.. Silaus alpestris ingår i släktet Silaus och familjen flockblommiga växter. Inga underarter finns listade i Catalogue of Life.